# 포켓몬스터 AG의 에피소드 목록
다음은 일본의 애니메이션 《포켓몬스터》 시리즈 중 하나인 《포켓몬스터 AG》의 에피소드 목록이다.

## 목록

### 호연 지방편
| 화수     | 제목 | 본방송일자 (일본)                                              | 방영순서 |
| -------- | --- | -------------------------------------------------------------- | -------- |
| 1        | "새로운 시작 새로운 모험"                                                                                     | 2002년 11월 21일 대한민국 내 방영 : 2003년 7월 21일 (1기 첫방) | 277      |
| 2        | "신비한 고대 포켓몬의 세계"                                                                                   | 2002년 11월 28일 대한민국 내 방영 : 2003년 7월 22일            | 278      |
| 3        | "등화체육관, 피카츄 VS 발바로"                                                                                | 2002년 12월 5일 대한민국 내 방영 : 2003년 7월 28일             | 279      |
| 4        | "테일로가 가득 위험이 가득"                                                                                   | 2002년 12월 12일 대한민국 내 방영 : 2003년 7월 29일            | 280      |
| 5        | "지그제구리 진심은 통하는 법"                                                                                 | 2002년 12월 19일 대한민국 내 방영 : 2003년 8월 4일             | 281      |
| 6        | "아보크와 또도가스, 눈물의 이별"                                                                              | 2002년 12월 26일 대한민국 내 방영 : 2003년 8월 5일             | 282      |
| 7        | "나무지기의 숲, 거대한 나무를 지켜라"                                                                         | 2003년 1월 9일 대한민국 내 방영 : 2003년 8월 11일              | 283      |
| 8        | "포켓몬은 주인을 닮는다"                                                                                      | 2003년 1월 16일 대한민국 내 방영 : 2003년 8월 12일             | 284      |
| 9        | "저주받은 저택의 비밀을 밝혀라"                                                                               | 2003년 1월 23일 대한민국 내 방영 : 2003년 8월 18일             | 285      |
| 10       | "세계 최강의 포켓몬 패리퍼"                                                                                   | 2003년 1월 30일 대한민국 내 방영 : 2003년 8월 19일             | 286      |
| 11       | "그라에나와 포챠나, 진화의 비밀"                                                                              | 2003년 2월 6일 대한민국 내 방영 : 2003년 8월 25일              | 287      |
| 12       | "연꽃몬과 꽃가게의 세자매"                                                                                    | 2003년 2월 13일 대한민국 내 방영 : 2003년 8월 26일             | 288      |
| 13       | "화려한 포켓몬 콘테스트"                                                                                      | 2003년 2월 20일 대한민국 내 방영 : 2003년 9월 1일              | 289      |
| 14       | "이중시합과 쌍둥이 형제"                                                                                      | 2003년 2월 27일 대한민국 내 방영 : 2003년 9월 2일              | 290      |
| 15       | "포켓몬 트레이너 학교"                                                                                        | 2003년 3월 6일 대한민국 내 방영 : 2003년 9월 8일               | 291      |
| 16       | "금탑체육관의 비밀무기 코코파스"                                                                              | 2003년 3월 13일 대한민국 내 방영 : 2003년 9월 9일              | 292      |
| 17       | "아쿠아단의 정체를 밝혀라"                                                                                    | 2003년 3월 20일 대한민국 내 방영 : 2003년 9월 15일             | 293      |
| 18       | "우리는 하나, 하기 노인과 갈모매 피코"                                                                        | 2003년 3월 27일 대한민국 내 방영 : 2003년 9월 16일             | 294      |
| 19       | "바다의 무법자, 샤크니아"                                                                                     | 2003년 4월 3일 대한민국 내 방영 : 2003년 9월 22일              | 295      |
| 20       | "등장! 무로체육관의 파도타기 포켓몬"                                                                          | 2003년 4월 10일 대한민국 내 방영 : 2003년 9월 23일             | 296      |
| 21       | "개무소 대 개무소, 누가 누구거지?"                                                                            | 2003년 4월 17일 대한민국 내 방영 : 2003년 9월 29일             | 297      |
| 22       | "야생 가보리와 위기탈출"                                                                                      | 2003년 4월 24일 대한민국 내 방영 : 2003년 9월 30일             | 298      |
| 23       | "해변의 난폭자 가재군 등장"                                                                                   | 2003년 5월 1일 대한민국 내 방영 : 2003년 10월 6일              | 299      |
| 24       | "가재군 샤프니아의 강을 건너라"                                                                               | 2003년 5월 8일 대한민국 내 방영 : 2003년 10월 13일             | 300      |
| 25       | "비밀의 연못 물짱이가 가득"                                                                                   | 2003년 5월 15일 대한민국 내 방영 : 2003년 10월 14일            | 301      |
| 26       | "위기일발 잎새코들의 습격"                                                                                    | 2003년 5월 22일 대한민국 내 방영 : 2003년 10월 20일            | 302      |
| 27       | "마그마단 VS 아쿠아단 비밀기지의 싸움"                                                                        | 2003년 5월 29일 대한민국 내 방영 : 2003년 10월 21일            | 303      |
| 28       | "진화의 끝 뷰티플라이와 독케일"                                                                               | 2003년 6월 5일 대한민국 내 방영 : 2003년 10월 27일             | 304      |
| 29       | "깜까미와 귀신소동"                                                                                           | 2003년 6월 12일 대한민국 내 방영 : 2003년 10월 28일            | 305      |
| 30       | "시합소녀와 요가랑 폭풍우 속의 결투"                                                                          | 2003년 6월 19일 대한민국 내 방영 : 2003년 11월 3일             | 306      |
| 31       | "재도전! 무로체육관의 너클배지"                                                                               | 2003년 6월 26일 대한민국 내 방영 : 2003년 11월 4일             | 307      |
| 32       | "버려진 배의 비밀을 밝혀라"                                                                                   | 2003년 7월 3일 대한민국 내 방영 : 2003년 11월 10일             | 308      |
| 33       | "포켓몬 콘테스트 봄이의 라이벌 등장"                                                                          | 2003년 7월 10일 대한민국 내 방영 : 2003년 11월 11일            | 309      |
| 34       | "초보 트레이너와 첫 번째 포켓몬"                                                                              | 2003년 7월 17일 대한민국 내 방영 : 2003년 11월 17일            | 310      |
| 35       | "봄이 포켓몬 콘테스트의 첫도전"                                                                               | 2003년 7월 24일 대한민국 내 방영 : 2003년 11월 18일            | 311      |
| 36       | "바다의 박물관과 마그마단의 습격"                                                                             | 2003년 7월 31일 대한민국 내 방영 : 2003년 11월 24일            | 312      |
| 37       | "미녀와 야수 간호순과 다탱구"                                                                                 | 2003년 8월 7일 대한민국 내 방영 : 2003년 11월 25일             | 313      |
| 38       | "우리는 단짝 플러시랑 마이농"                                                                                 | 2003년 8월 14일 대한민국 내 방영 : 2003년 12월 1일             | 314      |
| 39       | "수수께끼 저택과 노래하는 푸린"                                                                               | 2003년 8월 21일 대한민국 내 방영 : 2003년 12월 2일             | 315      |
| 40       | "전기포켓몬 대 전기포켓몬 승리는 누구에게"                                                                    | 2003년 8월 28일 대한민국 내 방영 : 2003년 12월 8일             | 316      |
| 41       | "나무지기의 신기술 수박밭의 씨 기관총"                                                                        | 2003년 9월 4일 대한민국 내 방영 : 2003년 12월 9일              | 317      |
| 42       | "볼비트와 네오비트 사랑의 댄스"                                                                               | 2003년 9월 11일 대한민국 내 방영 : 2003년 12월 15일            | 318      |
| 43       | "아공이 내일을 향해 날아라"                                                                                   | 2003년 9월 18일 대한민국 내 방영 : 2003년 12월 16일            | 319      |
| 44       | "이슬이 등장, 토게피와 환상의 왕국"                                                                           | 2003년 9월 25일 대한민국 내 방영 : 2003년 12월 22일            | 320      |
| 45       | "신기루의 저편 토게피의 낙원"                                                                                 | 2003년 10월 2일 대한민국 내 방영 : 2003년 12월 23일            | 321      |
| 46       | "황보가문과 4대4 시합!!"                                                                                      | 2003년 10월 9일 대한민국 내 방영 : 2004년 1월 8일              | 322      |
| 47       | "스키티랑 포켓몬 아로마테라피"                                                                                | 2003년 10월 16일 대한민국 내 방영 : 2004년 1월 15일            | 323      |
| 48       | "숙명의 대결, 쟝고 VS 세비퍼"                                                                                 | 2003년 10월 23일 대한민국 내 방영 : 2004년 1월 22일            | 324      |
| 49       | "정인이랑 정인이, 비구슬을 지켜라"                                                                            | 2003년 10월 30일 대한민국 내 방영 : 2004년 1월 29일            | 325      |
| 50       | "진정한 코디네이터의 조건"                                                                                    | 2003년 11월 6일 대한민국 내 방영 : 2004년 2월 5일              | 326      |
| 51       | "포켓몬 콘테스트 단풍대회"                                                                                    | 2003년 11월 13일 대한민국 내 방영 : 2004년 2월 12일 (2기 첫방) | 327      |
| 52       | "플러시랑 마이농 응원의 길"                                                                                   | 2003년 11월 20일 대한민국 내 방영 : 2004년 2월 19일            | 328      |
| 53       | "둔타 목장의 대결투"                                                                                          | 2003년 11월 27일 대한민국 내 방영 : 2004년 2월 26일            | 329      |
| 54       | "마그마단 대 아쿠아단 굴뚝산의 대결"                                                                          | 2003년 12월 4일 대한민국 내 방영 : 2004년 3월 4일              | 330      |
| 55       | "新人ジムリーダー・アスナ! 穴だらけのバトルフィールド!?(새로운 체육관 관장·아스나! 구멍투성의 시합 경기장!?)" | 2003년 12월 11일 대한민국 내 미방영                            | 331      |
| 56       | "ヒートバッジ! 燃えるバトルでゲットだぜ!!(히트 뱃지! 불타는 시합으로 GET이야!!)"                              | 2003년 12월 18일 대한민국 내 미방영                            | 332      |
| 57       | "누가누가 먼저 찾나? 행복을 부르는 얼루기"                                                                    | 2003년 12월 25일 대한민국 내 방영 : 2004년 3월 11일            | 333      |
| 58       | "코터스! 강철계곡을 돌파하라!"                                                                                | 2004년 1월 8일 대한민국 내 방영 : 2004년 3월 18일              | 334      |
| 59       | "또다시 찾아 온 보라체육관"                                                                                   | 2004년 1월 15일 대한민국 내 방영 : 2004년 3월 25일             | 335      |
| 60       | "전설의 코디네이터 등장"                                                                                      | 2004년 1월 22일 대한민국 내 방영 : 2004년 4월 1일              | 336      |
| 61       | "가면 코디네이터 팬텀"                                                                                        | 2004년 1월 29일 대한민국 내 방영 : 2004년 4월 7일              | 337      |
| 62       | "잔디마을 포켓몬 콘테스트"                                                                                    | 2004년 2월 5일 대한민국 내 방영 : 2004년 4월 8일               | 338      |
| 63       | "신성한 숲의 전설"                                                                                            | 2004년 2월 12일 대한민국 내 방영 : 2004년 4월 15일             | 339      |
| 64       | "파비코, 날개를 펼치고 하늘을 날아라"                                                                         | 2004년 2월 19일 대한민국 내 방영 : 2004년 4월 22일             | 340      |
| 65       | "꼴깍몬 퇴치 대작전"                                                                                          | 2004년 2월 26일 대한민국 내 방영 : 2004년 4월 29일             | 341      |
| 66       | "막상막하 폭음룡 VS 나무돌이"                                                                                 | 2004년 3월 4일 대한민국 내 방영 : 2004년 5월 6일               | 342      |
| 67       | "로파파 춤추는 시합"                                                                                          | 2004년 3월 11일 대한민국 내 방영 : 2004년 5월 13일             | 343      |
| 68       | "가짜 체육관 관장 대소동"                                                                                     | 2004년 3월 18일 대한민국 내 방영 : 2004년 5월 20일             | 344      |
| 69       | "가정의 위기, 등화체육관의 위기"                                                                              | 2004년 3월 25일 대한민국 내 방영 : 2004년 5월 27일             | 345      |
| 70       | "등화체육관, 다섯 번째 배지"                                                                                  | 2004년 4월 1일 대한민국 내 방영 : 2004년 6월 3일               | 346      |
| 71       | "오박사와 털보박사, 비밀기지의 싸움"                                                                          | 2004년 4월 8일 대한민국 내 방영 : 2004년 6월 10일              | 347      |
| 72       | "지우 VS 봄이, 태그시합"                                                                                      | 2004년 4월 15일 대한민국 내 방영 : 2004년 6월 17일             | 348      |
| 73       | "금단숲의 지배자, 이상해꽃"                                                                                   | 2004년 4월 22일 대한민국 내 방영 : 2004년 6월 24일             | 349      |
| 74       | "이상해씨와 이상해씨 몬스터볼을 되찾아라"                                                                     | 2004년 4월 29일 대한민국 내 방영 : 2004년 7월 1일              | 350      |
| 75       | "거대 메깅과 낚시의 달인"                                                                                     | 2004년 5월 6일 대한민국 내 방영 : 2004년 7월 8일               | 351      |
| 76       | "오뚝군과 비밀에 쌓인 유적"                                                                                   | 2004년 5월 13일 대한민국 내 방영 : 2004년 7월 15일             | 352      |
| 77       | "봄이의 라이벌! 아줌마 코디네이터 등장"                                                                       | 2004년 5월 20일 대한민국 내 방영 : 2004년 7월 22일             | 353      |
| 78       | "포켓몬 콘테스트! 루이보스 대회"                                                                              | 2004년 5월 27일 대한민국 내 방영 : 2004년 7월 29일 (2기 종방)  | 354      |
| 79       | "피그점프의 진주를 찾아라!"                                                                                   | 2004년 6월 3일 대한민국 내 방영 : 2008년 5월 13일 (3기 첫방)   | 355      |
| 80       | "첫 도전! 공중경기, 포켓링 게임!"                                                                             | 2004년 6월 10일 대한민국 내 방영 : 2008년 5월 14일             | 356      |
| 81       | "어둠대신의 저택"                                                                                             | 2004년 6월 17일 대한민국 내 방영 : 2008년 5월 15일             | 357      |
| 82       | "영치코 대 버섯모! 숲속의 격투왕은 누구게?!"                                                                  | 2004년 6월 24일 대한민국 내 방영 : 2008년 5월 19일             | 358      |
| 83       | "날씨 연구소의 캐스퐁!"                                                                                       | 2004년 7월 1일 대한민국 내 방영 : 2008년 5월 20일              | 359      |
| 84       | "검방울시티의 날개 축제!"                                                                                     | 2004년 7월 8일 대한민국 내 방영 : 2008년 5월 21일              | 360      |
| 85       | "검방울 체육관! 하늘에서 펼쳐지는 시합!"                                                                      | 2004년 7월 15일 대한민국 내 방영 : 2008년 5월 22일             | 361      |
| 86       | "영화는 폭타를 타고!"                                                                                         | 2004년 7월 22일 대한민국 내 방영 : 2008년 5월 26일             | 362      |
| 87       | "신비, 우주에서 온 포켓몬"                                                                                    | 2004년 7월 29일 대한민국 내 방영 : 2008년 5월 27일             | 363      |
| 88       | "바나나 게을로 공원의 잠만보!"                                                                                | 2004년 8월 5일 대한민국 내 방영 : 2008년 5월 28일              | 364      |
| 89       | "피카츄, 로켓단에 들어가다?!"                                                                                 | 2004년 8월 12일 대한민국 내 방영 : 2008년 5월 29일             | 365      |
| 90       | "포켓몬 스낵과 제비반환!"                                                                                     | 2004년 8월 19일 대한민국 내 방영 : 2008년 6월 2일              | 366      |
| 91       | "포켓몬 콘테스트, 해안대회!"                                                                                  | 2004년 8월 26일 대한민국 내 방영 : 2008년 6월 3일              | 367      |
| 92       | "지미와 포켓몬 심판 양성학교"                                                                                 | 2004년 9월 2일 대한민국 내 방영 : 2008년 6월 4일               | 368      |
| 93       | "진주몽과 피그점프, 진주를 찾아라!"                                                                           | 2004년 9월 9일 대한민국 내 방영 : 2008년 6월 5일               | 369      |
| 94       | "시라칸과 심해의 보물!"                                                                                       | 2004년 9월 16일 대한민국 내 방영 : 2008년 6월 9일              | 370      |
| 95       | "헌테일과 분홍장이, 진화의 비밀!"                                                                             | 2004년 9월 23일 대한민국 내 방영 : 2008년 6월 10일             | 371      |
| 96       | "근육시합?! 이중시합!!"                                                                                       | 2004년 9월 30일 대한민국 내 방영 : 2008년 6월 11일             | 372      |
| 97       | "그란돈 대 가이오가 <제1부>"                                                                                  | 2004년 10월 7일 대한민국 내 방영 : 2008년 6월 12일             | 373      |
| 98       | "그란돈 대 가이오가 <제2부>"                                                                                  | 2004년 10월 14일 대한민국 내 방영 : 2008년 6월 16일            | 374      |
| 99       | "풍과 란! 우주센터의 대결!"                                                                                   | 2004년 10월 21일 대한민국 내 방영 : 2008년 6월 17일            | 375      |
| 100      | "이끼체육관! 솔록과 루나톤!"                                                                                  | 2004년 10월 28일 대한민국 내 방영 : 2008년 6월 18일            | 376      |
| 101      | "바다의 사나이, 사천왕 권수!"                                                                                 | 2004년 11월 4일 대한민국 내 방영 : 2008년 6월 19일             | 377      |
| 102      | "화석포켓몬 아말도의 부활!"                                                                                   | 2004년 11월 11일 대한민국 내 방영 : 2008년 6월 23일            | 378      |
| 103      | "이자벨 섬의 포켓몬 콘테스트, 라이벌을 조심하라!"                                                             | 2004년 11월 18일 대한민국 내 방영 : 2008년 6월 24일            | 379      |
| 104      | "거대 점토도리를 봉인하라!"                                                                                   | 2004년 11월 25일 대한민국 내 방영 : 2008년 6월 25일            | 380      |
| 105      | "사랑에 빠진 입치트! 로토스, 이게 웬일이니?"                                                                  | 2004년 12월 2일 대한민국 내 방영 : 2008년 6월 26일             | 381      |
| 106      | "톱치와 비브라바! 환상의 호수!"                                                                               | 2004년 12월 9일 대한민국 내 방영 : 2008년 6월 30일             | 382      |
| 107      | "앱솔, 가까이 다가오는 재난의 그림자!"                                                                        | 2004년 12월 16일 대한민국 내 방영 : 2008년 7월 1일             | 383      |
| 108      | "눈꼬마! 장난은 이제 그만!"                                                                                   | 2004년 12월 23일 대한민국 내 방영 : 2008년 7월 2일             | 384      |
| 109      | "정인이와 랄토스! 슬픈 이별!"                                                                                 | 2005년 1월 6일 대한민국 내 방영 : 2008년 7월 3일               | 385      |
| 110      | "루네 체육관! 물의 예술가 아단! 제1부!"                                                                       | 2005년 1월 13일 대한민국 내 방영 : 2008년 7월 7일              | 386      |
| 111      | "루네 체육관! 물의 예술가 아단! 제2부!"                                                                       | 2005년 1월 20일 대한민국 내 방영 : 2008년 7월 8일              | 387      |
| 112      | "직구리! 모습은 변해도 친구는 친구!"                                                                          | 2005년 1월 27일 대한민국 내 방영 : 2008년 7월 9일              | 388      |
| 113      | "환상섬의 마자! 치리 열매를 지켜라!"                                                                          | 2005년 2월 3일 대한민국 내 방영 : 2008년 7월 10일              | 389      |
| 114      | "굴러라! 사랑에 빠진 코리갑!"                                                                                 | 2005년 2월 10일 대한민국 내 방영 : 2008년 7월 14일             | 390      |
| 115      | "대접전! 포켓몬 콘테스트 황금대회! 제1부!"                                                                    | 2005년 2월 17일 대한민국 내 방영 : 2008년 7월 15일             | 391      |
| 116      | "대접전! 포켓몬 콘테스트 황금대회! 제2부!"                                                                    | 2005년 2월 24일 대한민국 내 방영 : 2008년 7월 16일             | 392      |
| 117      | "봄이! 포켓몬 스낵으로 먹고자를 잡아라!"                                                                      | 2005년 3월 3일 대한민국 내 방영 : 2008년 7월 17일              | 393      |
| 118      | "라이벌 등장! 정원이와 메탕!"                                                                                 | 2005년 3월 10일 대한민국 내 방영 : 2008년 7월 21일             | 394      |
| 119      | "괴도 반다인과 리본컵!"                                                                                       | 2005년 3월 17일 대한민국 내 방영 : 2008년 7월 22일             | 395      |
| 스페셜   | "サトシとハルカ! ホウエンでの熱きバトル!!(사토시(지우)와 하루카(봄이)! 호우엔에서의 뜨거운 시합!!)"           | 2005년 3월 24일 대한민국 내 미방영                             | 396      |
| 120      | "개막! 그랜드 페스티벌!"                                                                                      | 2005년 4월 7일 대한민국 내 방영 : 2008년 7월 23일              | 397      |
| 121      | "격렬! 그랜드 페스티벌!"                                                                                      | 2005년 4월 7일 대한민국 내 방영 : 2008년 7월 24일              | 398      |
| 122      | "결전! 그랜드 페스티벌!"                                                                                      | 2005년 4월 7일 대한민국 내 방영 : 2008년 7월 28일              | 399      |
| 123      | "무인도의 서바이벌"                                                                                           | 2005년 4월 14일 대한민국 내 방영 : 2008년 7월 29일             | 400      |
| 124      | "그랜드시티 도착! 장화 신은 나옹!"                                                                            | 2005년 4월 21일 대한민국 내 방영 : 2008년 7월 30일             | 401      |
| 125      | "예비전 시작! 정원이 등장!"                                                                                   | 2005년 4월 28일 대한민국 내 방영 : 2008년 7월 31일             | 402      |
| 126      | "개막! 그랜드 대회!"                                                                                          | 2005년 5월 5일 대한민국 내 방영 : 2008년 8월 4일               | 403      |
| 127      | "결승전을 향해! 불꽃 튀는 대결!"                                                                              | 2005년 5월 12일 대한민국 내 방영 : 2008년 8월 5일              | 404      |
| 128      | "그리고... 질 수 없는 시합은 계속된다!"                                                                       | 2005년 5월 19일 대한민국 내 방영 : 2008년 8월 6일              | 405      |
| 129      | "라이벌 대결! 지우 대 정원!"                                                                                  | 2005년 5월 26일 대한민국 내 방영 : 2008년 8월 7일              | 406      |
| 130      | "마지막 대결! 우승을 향한 길!"                                                                                | 2005년 6월 16일 대한민국 내 방영 : 2008년 8월 11일 (3기 종방)  | 407      |
| 131      | "시작! 배틀 프런티어?!"                                                                                       | 2005년 6월 23일 대한민국 내 방영 : 2008년 4월 28일 (4기 첫방)  | 408      |
| 132      | "오박사 연구소로 전원 집합!"                                                                                  | 2005년 6월 30일 대한민국 내 방영 : 2008년 4월 29일             | 409      |
| 133      | "달맞이 산에서 만난 삐와 삐삐, 그리고 픽시!"                                                                  | 2005년 7월 7일 대한민국 내 방영 : 2008년 4월 30일              | 410      |
| 방영중지 | "ゆれる島の戦い! ドジョッチVSナマズン!!(흔들리는 섬의 싸움! 도죳치(미꾸리) VS 나마즌!!)"                      | 방영중지                                                       | 방영중지 |

### 배틀 프런티어편
| 화수 | 제목                                             | 본방송일자 (일본)                                             | 방영순서 |
| ---- | ------------------------------------------------ | ------------------------------------------------------------- | -------- |
| 134  | "배틀 팩토리의 대결! 전편"                       | 2005년 7월 21일 대한민국 내 방영 : 2008년 5월 1일             | 411      |
| 135  | "배틀 팩토리의 대결! 후편"                       | 2005년 7월 28일 대한민국 내 방영 : 2008년 5월 6일             | 412      |
| 136  | "롱스톤 왕국"                                    | 2005년 8월 4일 대한민국 내 방영 : 2008년 5월 7일              | 413      |
| 137  | "푸린의 노래!"                                   | 2005년 8월 11일 대한민국 내 방영 : 2008년 5월 8일             | 414      |
| 138  | "라이벌 대결! 윈디를 잡아라!"                    | 2005년 8월 18일 대한민국 내 방영 : 2008년 5월 12일            | 415      |
| 139  | "누가 고라파덕을 괴롭히는가!"                    | 2005년 8월 25일 대한민국 내 방영 : 2008년 5월 13일            | 416      |
| 140  | "마임맨과 포푸니의 요리 대결!"                   | 2005년 9월 1일 대한민국 내 방영 : 2008년 5월 14일             | 417      |
| 141  | "버터플의 기적!"                                 | 2005년 9월 8일 대한민국 내 방영 : 2008년 5월 15일             | 418      |
| 142  | "포켓몬 콘테스트, 노랑 시티 대회! (전편)"        | 2005년 9월 15일 대한민국 내 방영 : 2008년 5월 19일            | 419      |
| 143  | "포켓몬 콘테스트, 노랑 시티 대회! (후편)"        | 2005년 9월 22일 대한민국 내 방영 : 2008년 5월 20일            | 420      |
| 144  | "최강 라면 대결! 지우 VS 봄이!"                  | 2005년 9월 29일 대한민국 내 방영 : 2008년 5월 21일            | 421      |
| 145  | "에스퍼 포켓몬 VS 고스트 포켓몬! 한밤중의 결투!" | 2005년 10월 6일 대한민국 내 방영 : 2008년 5월 22일            | 422      |
| 146  | "흉내내의 등장!"                                 | 2005년 10월 13일 대한민국 내 방영 : 2008년 5월 26일           | 423      |
| 147  | "물짱이랑 보송송! 사랑의 특효약!?"               | 2005년 10월 20일 대한민국 내 방영 : 2008년 5월 27일           | 424      |
| 148  | "배틀 아레나! 격투 대결!"                        | 2005년 10월 27일 대한민국 내 방영 : 2008년 5월 28일           | 425      |
| 149  | "특명! 포켓몬의 알을 지켜라!"                    | 2005년 11월 3일 대한민국 내 방영 : 2008년 5월 29일            | 426      |
| 150  | "오늘의 상대는 회사원!?"                         | 2005년 11월 10일 대한민국 내 방영 : 2008년 6월 2일            | 427      |
| 151  | "신뇽의 호수!"                                   | 2005년 11월 17일 대한민국 내 방영 : 2008년 6월 3일            | 428      |
| 152  | "배틀돔에서의 불꽃 대결!"                        | 2005년 11월 24일 대한민국 내 방영 : 2008년 6월 4일            | 429      |
| 153  | "난폭한 에레키드"                                | 2005년 12월 1일 대한민국 내 방영 : 2008년 6월 5일             | 430      |
| 154  | "포켓몬 레인저의 등장! 세레비 구출 작전!"        | 2005년 12월 8일 대한민국 내 방영 : 2008년 6월 9일             | 431      |
| 155  | "꼬지지와 닌자 학교"                             | 2005년 12월 15일 대한민국 내 방영 : 2008년 6월 10일           | 432      |
| 156  | "봄이, 시간을 건너뛰다!"                         | 2005년 12월 22일 대한민국 내 방영 : 2008년 6월 11일           | 433      |
| 157  | "배틀 튜브의 결전!"                              | 2006년 1월 5일 대한민국 내 방영 : 2008년 6월 12일             | 434      |
| 158  | "우승은 누구의 손에!?"                           | 2006년 1월 12일 대한민국 내 방영 : 2008년 6월 16일            | 435      |
| 159  | "숙명의 대결! 먹고자의 데뷔전!"                  | 2006년 1월 19일 대한민국 내 방영 : 2008년 6월 17일            | 436      |
| 160  | "초원의 결투! 나무돌이 VS 트로피우스!"           | 2006년 1월 26일 대한민국 내 방영 : 2008년 6월 18일            | 437      |
| 161  | "포켓몬 콘테스트! 굴거리섬 대회!"                | 2006년 2월 2일 대한민국 내 방영 : 2008년 6월 19일             | 438      |
| 162  | "나무킹의 부활!"                                 | 2006년 2월 9일 대한민국 내 방영 : 2008년 6월 23일             | 439      |
| 163  | "배틀 팰리스에서 열린 정글 배틀!"                | 2006년 2월 16일 대한민국 내 방영 : 2008년 6월 24일            | 440      |
| 164  | "꼬지지와 흉내내의 작은 사랑의 멜로디!"          | 2006년 2월 23일 대한민국 내 방영 : 2008년 6월 25일            | 441      |
| 165  | "대도시의 붉은 번개"                             | 2006년 3월 2일 대한민국 내 방영 : 2008년 6월 26일             | 442      |
| 166  | "봄이 VS 웅이의 대결!"                           | 2006년 3월 9일 대한민국 내 방영 : 2008년 6월 30일             | 443      |
| 167  | "뽀뽀라와 루주라 세 자매!"                       | 2006년 3월 16일 대한민국 내 방영 : 2008년 7월 1일             | 444      |
| 168  | "타워 타이쿤, 리라의 등장!"                      | 2006년 3월 23일 대한민국 내 방영 : 2008년 7월 2일             | 445      |
| 169  | "배틀 타워! 이심전심 배틀!"                      | 2006년 3월 30일 대한민국 내 방영 : 2008년 7월 3일             | 446      |
| 170  | "위기! 포켓몬 레인저와 테오키스! (전편)"         | 2006년 4월 13일 대한민국 내 방영 : 2008년 7월 7일             | 447      |
| 171  | "위기! 포켓몬 레인저와 테오키스! (후편)"         | 2006년 4월 13일 대한민국 내 방영 : 2008년 7월 8일             | 448      |
| 172  | "꼬지모의 황금 전설!?"                           | 2006년 4월 20일 대한민국 내 방영 : 2008년 7월 9일             | 449      |
| 173  | "할리와 로켓단! 악당 동맹 결성?!"                | 2006년 4월 27일 대한민국 내 방영 : 2008년 7월 10일            | 450      |
| 174  | "봄이 VS 로사! 마지막 콘테스트!"                 | 2006년 5월 4일 대한민국 내 방영 : 2008년 7월 14일             | 451      |
| 175  | "로켓단 해체?! 각자의 길!"                       | 2006년 5월 11일 대한민국 내 방영 : 2008년 7월 15일            | 452      |
| 176  | "웅 & 지우! 복식 배틀로 회색 체육관을 지켜라!!"  | 2006년 5월 18일 대한민국 내 방영 : 2008년 7월 16일            | 453      |
| 177  | "배틀 피라미드! 레지락과의 대결!!"               | 2006년 5월 25일 대한민국 내 방영 : 2008년 7월 21일            | 454      |
| 178  | "산속의 거대 게을킹!"                            | 2006년 6월 8일 대한민국 내 방영 : 2008년 7월 22일             | 455      |
| 179  | "개막! 포켓몬 그랜드 페스티벌!"                  | 2006년 6월 15일 대한민국 내 방영 : 2008년 7월 23일            | 456      |
| 180  | "봄이 VS 할리! 더블 배틀로 스테이지 ON!"         | 2006년 6월 22일 대한민국 내 방영 : 2008년 7월 24일            | 457      |
| 181  | "봄이 VS 수형! 마지막 싸움!"                     | 2006년 6월 29일 대한민국 내 방영 : 2008년 7월 28일            | 458      |
| 182  | "에이팜과 임금님"                                | 2006년 7월 6일 대한민국 내 방영 : 2008년 7월 29일             | 459      |
| 183  | "페라페와 포켓몬 콩트!"                          | 2006년 7월 20일 대한민국 내 방영 : 2008년 7월 30일            | 460      |
| 184  | "습격! 외톨이 포푸니라"                          | 2006년 7월 27일 대한민국 내 방영 : 2008년 7월 31일            | 461      |
| 185  | "또 다시 배틀 피라미드! 레지스틸과의 대결!"      | 2006년 8월 3일 대한민국 내 방영 : 2008년 8월 4일              | 462      |
| 186  | "봄이 VS 수형! 라이벌이여 영원하라!"             | 2006년 8월 10일 대한민국 내 방영 : 2008년 8월 5일             | 463      |
| 187  | "포켓몬 센터는 너무나 바빠!"                     | 2006년 8월 17일 대한민국 내 방영 : 2008년 8월 6일             | 464      |
| 188  | "첫 포켓몬! 마지막 싸움!"                        | 2006년 8월 24일 대한민국 내 방영 : 2008년 8월 7일             | 465      |
| 189  | "결전! 레지아이스와의 대결!"                     | 2006년 8월 31일 대한민국 내 방영 : 2008년 8월 11일            | 466      |
| 190  | "지우 VS 봄이 마지막 배틀"                       | 2006년 9월 7일 대한민국 내 방영 : 2008년 8월 12일             | 467      |
| 191  | "여행의 끝, 그리고 여행의 시작!"                 | 2006년 9월 14일 대한민국 내 방영 : 2008년 8월 13일 (4기 종방) | 468      |

## 기타
의외로 139화에서 윈디 때문에 조용히 할 상황에 지우가 꼬르륵 소리를 내자 봄이가 조용히 하라고 불평한 사례가 있다.